# Anthony Dod Mantle
Anthony Dod Mantle (1955) é um diretor de fotografia inglês, famoso por seu trabalho na cinematografia digital.
Dod Mantle nasceu em Oxford, Oxfordshire. Ele passou grande parte de sua adolescência e início da vida adulta viajando pelo mundo, foi só quando ele estava na Índia que ele reconheceu sua amor por fotografia. Ele estudou na London College of Printing em fotografia em 1984, depois disso ele se mudou para a Dinamarca e estudou na Den Danske Filmskole em 1989.
Seu primeiro filme como diretor de fotografia foi o dinamarquês Kaj's Fødselsdag (1990) Em 2002, ele trabalhou no filme 28 Days Later, de Danny Boyle, iniciando uma colaboração que se estenderia com os filmes Millions (2004), Slumdog Millionaire (2009); filme o qual ele venceu o Oscar de Melhor Fotografia; e 127 Hours (2010).
Ele atualmente vive em Copenhague.